# ジャマイカ湾

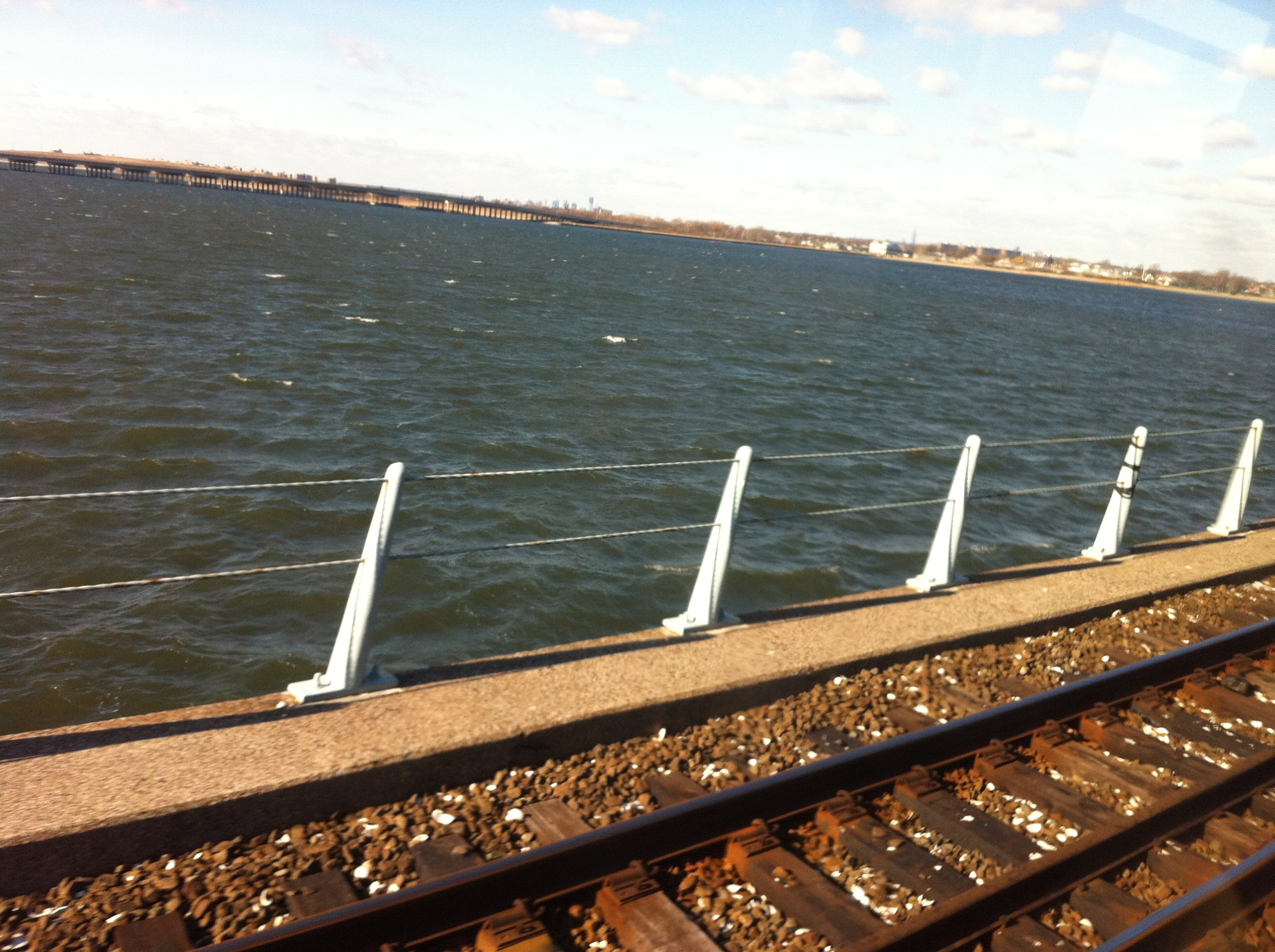
地下鉄から見たジャマイカ湾

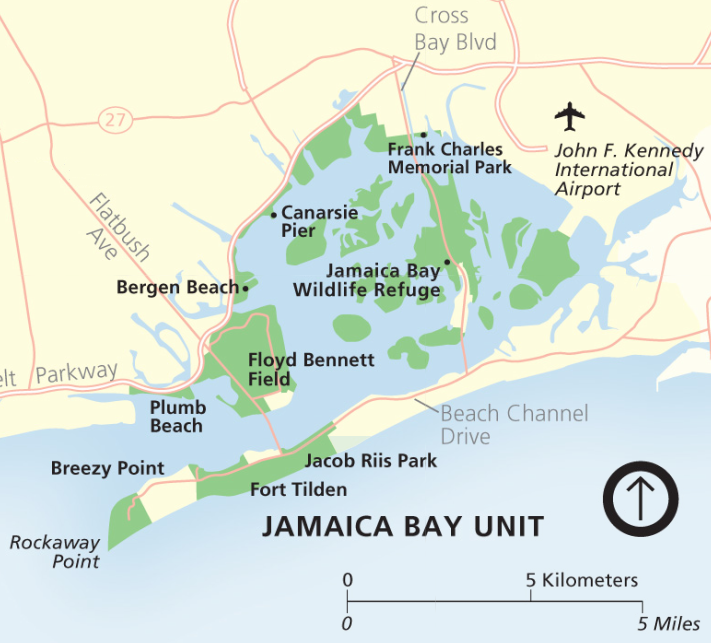
ジャマイカ湾の地図

ジャマイカ湾 (Jamaica Bay) は、アメリカ合衆国ニューヨーク州のロングアイランド西端部の南側にある湾。西のロッカウェイ海峡 (Rockaway Inlet) を通じてロウアー・ニューヨーク湾へと繋がっている。ジャマイカ湾はロングアイランド南岸にあるラグーンのうち最も西に位置するものである。行政上はニューヨーク市のブルックリン区とクイーンズ区にわかれ、一部はナッソー郡である。
湾内には数多くの湿地の島がある。ジャマイカ湾はニューヨーク開湾 (New York Bight) とニューヨーク湾の接続部に隣接しており、また海岸線の向きが東西方向から南北方向へと変化する場所にあたる。湾の名前は近隣にあるジャマイカ地区からきている。